# Wilhelm Dimmel
Wilhelm Dimmel (* 14. November 1932; † 3. April 2021) war ein deutscher Fußballspieler. Von 1954 bis 1962 absolvierte der Verteidiger als Aktiver des Karlsruher SC in der damals erstklassigen Fußball-Oberliga Süd 152 Ligaspiele und erzielte dabei vier Tore. Er feierte in dieser Zeit in den Jahren 1956, 1958 und 1960 dreimal den Gewinn der Süddeutschen Meisterschaft. Von Bundestrainer Sepp Herberger wurde er zweimal in die Deutsche B-Fußballnationalmannschaft berufen.

## Laufbahn
Heimatverein des Jugendfußballers Wilhelm „Willi“ Dimmel war der VfB Leimen aus dem Fußballkreis Heidelberg, welcher dem Badischen Fußballverband angehört. Mit den Blau-Schwarzen spielte der talentierte Angreifer – er war der Torschützenkönig – in der 1. Amateurliga Nordbaden und belegte mit seinen Mannschaftskollegen in der Saison 1953/54 den sechsten Rang. Für den BFV trat er am 6. September 1953 im Wettbewerb des Amateur-Länderpokals in Schwetzingen im Spiel gegen Südbaden (4:2) an. Neben dem Mittelstürmer aus Leimen agierte auf Halblinks Max Schwall vom FV Daxlanden und Hans Kreische vom DSC Heidelberg hatte die Mittelläuferposition inne. Die Leistungen des Angreifers aus Leimen brachten ihn in das Visier vom SV Waldhof und des Karlsruher SC. Er unterschrieb zur Runde 1954/55 einen Vertrag in der Fächerstadt beim Karlsruher SC und nahm die Herausforderung der Oberliga Süd an.
Am vierten Spieltag, den 12. September 1954, bei der 0:3-Auswärtsniederlage des KSC beim VfB Stuttgart, debütierte Dimmel neben Rechtsaußen Oswald Traub und Mittelstürmer Antoine Kohn als rechter Verbinder in der Oberliga Süd. Unter Trainer Adolf Patek konnte sich der Neuzugang aus dem Amateurlager gegen die sportliche Konkurrenz in der KSC-Offensive durch Traub, Ernst Kunkel, Heinz Beck, Kohn, Hans Strittmatter und Herbert Dannenmeier aber nicht behaupten. Er musste sich in den zwei ersten Runden – zur Saison 1955/56 war auch noch Ex-Nationalspieler Berni Termath in den Wildpark gekommen – in Karlsruhe mit lediglich insgesamt acht Einsätzen in der Oberligamannschaft abfinden. In der Saison 1956/57, der KSC belegte mit dem neuen Trainer Ludwig Janda den dritten Rang in der Oberliga Süd, steigerte er aber durch seine vielseitigen Verwendungsmöglichkeiten – er kam abwechselnd im Sturm, in der Läuferreihe und in der Verteidigung zum Zuge – seine Einsatzzahlen auf 17 Ligaspiele und gehörte damit der Stammbesetzung an. Bundestrainer Herberger war sein Talent in der Defensive aufgefallen und unterzog ihn bei einem DFB-Lehrgang vom 18. Februar bis 2. März 1957 in Duisburg einer eingehenden Prüfung. Daraus resultierte seine Nominierung am 27. März 1957 in Essen für das Länderspiel der B-Nationalmannschaft gegen die Niederlande.
Als die Blau-Weißen aus Baden in der Saison 1957/58 die Meisterschaft im Süden erringen konnten, bildete Dimmel zumeist mit Walter Baureis das KSC-Verteidigerpaar. In der verkürzten Endrunde um die deutsche Meisterschaft – Grund war die Fußballweltmeisterschaft 1958 in Schweden – war er in allen drei Spielen gegen Tennis Borussia Berlin (1:0), Eintracht Braunschweig (2:1) und gegen den FC Schalke 04 (0:3) im Einsatz. Im frühen Verlauf der Hinrunde 1958/59 kam der Verteidiger des KSC am 22. Oktober 1958 zu seinem zweiten Einsatz in der B-Elf. Beim 1:0-Erfolg im heimischen Wildparkstadion gegen Österreich wurde er für Verteidigerkollege Hans Barwenzik eingewechselt. In dieser Saison absolvierte er alle 30 Ligaspiele für die Mannschaft des scheidenden Trainers Janda. Am 19. November 1958 stand er in einer Vertragsspieler-Auswahl von Nordbaden, die in Sofia gegen die B-Nationalmannschaft von Bulgarien mit 4:2 Toren sich durchsetzen konnte. KSC-Mitspieler waren Heinz Ruppenstein und Bernhard Termath.
Mit dem neuen Übungsleiter Edi Frühwirth feierte die Mannschaft aus Baden 1959/60 wiederum den Titelgewinn in der Oberliga Süd. Rudi Fischer (Torhüter), Dimmel und Gustav Witlatschil (Verteidiger), sowie die Läuferreihe mit Heinz Ruppenstein, Bernhard Termath und Horst Szymaniak bildete dabei die herausragende KSC-Defensive. In der Endrunde um die deutsche Meisterschaft erreichte der KSC ein 3:3-Remis in Hamburg und brachte dem Hamburger SV am 11. Juni 1960 in Karlsruhe eine 4:3-Niederlage bei – Dimmel hatte dabei die Aufgabe den schnellen HSV-Linksaußen Gert Dörfel an die Kette zu legen –, aber der Norddeutsche Meister setzte sich mit 9:3 Punkten vor Karlsruhe mit 7:5 Punkten durch und zog in das Finale gegen den 1. FC Köln ein. Am 30. Juli 1960 setzten sich die Karlsruher im Finale um den Süddeutschen Pokal in Mannheim mit 2:1 Toren gegen Eintracht Frankfurt durch. Dimmel hatte es dabei mit dem Eintracht-Linksaußen Lothar Schämer zu tun. Im Halbfinale des DFB-Pokal setzten sich die Blau-Weißen im heimischen Stadion gegen den FK Pirmasens mit 2:0 Toren durch und zogen somit in das Finale am 5. Oktober in Düsseldorf gegen Borussia Mönchengladbach ein. Das Endspiel musste der KSC ohne Stammtorhüter Manfred Paul und Mittelstürmer Reinhold Wischnowsky bestreiten. Dimmel verteidigte zusammen mit Gustav Witlatschil. Entscheidend wirkte sich aber der Zweikampf der zwei Nationalspieler Albert Brülls (BMG) gegen Horst Szymaniak (KSC) aus. Brülls lief zu großer Form auf und erzwang auch in der 60. Spielminute mit seinem Tor zum 3:2 für Mönchengladbach die Entscheidung.
In der Saison 1960/61 agierte der Mann aus Leimen überwiegend mit Max Schwall und 1961/62 mit Dieter Klaußner als Partner in der Verteidigung. Mit seinem Einsatz am 15. April 1962 beim 3:3-Remis bei 1860 München beendete „Willi“ Dimmel seine Laufbahn in der Oberliga Süd. Er kehrte nach Leimen zurück und betätigte sich in späteren Jahren als Trainer im nordbadischen Amateurbereich. Unter anderem betreute er von 1971 bis 1973 den VfB Wiesloch. Dimmel war Ehrenmitglied seines Heimatvereines VfB Leimen und des Karlsruher SC.